# Стрелка рек
Стрелка рек (от рус. дореф. Стрѣлка) — мыс, образующийся в местах слияния рек, речных притоков, как в нижнем течении реки, так и внутри речного устья или на излучинах рек. Другими словами, аккумулятивная речная форма, в плане имеющая вид острого клина. Закономерности взаимодействия водных потоков, разгрузки наносов приводят к образованию участка суши в виде острого клина у места слияния или разделения (развилки) двух или более рек, их рукавов, либо иных водоёмов, водных потоков, путей и т.д. и т.п.

## Стрелка рек в топонимике
- Стрелка — краткое название Стрелки Васильевского острова в Санкт-Петербурге.
- Стрелка — мыс на Безымянном острове в Москве, разделяющий Москву-реку и Водоотводный канал, место расположения памятника Петру I.
- Стрелка — квартал в заречной части Нижнего Новгорода, место слияния Оки и Волги.
- Стрелка — место у впадения Которосли в Волгу в Ярославле.
- Стрелка — мыс и сквер в Харькове.